# Kamensk-Șahtinski
Kamensk-Șahtinski (ru. Каменск-Шахтинский) este un oraș din regiunea Rostov, Federația Rusă, cu o populație de 75.632 locuitori.

## Personalități născute aici
- Uliana Donskova (n. 1992), gimnastă olimpică.